# UBlock Origin
uBlock Origin (dawniej uBlock) – otwartoźródłowe rozszerzenie dla przeglądarek internetowych umożliwiające blokowanie wyświetlania reklam i innych treści internetowych. Stanowi alternatywę dla dodatku Adblock Plus.
Dodatek obsługuje szereg przeglądarek: Chrome, Chromium, Edge, Firefox, Opera, a także wersje Safari starsze niż 13. Rozszerzenie uBlock Origin zyskało uznanie ze strony redaktorów witryn poświęconych technice i według doniesień wykorzystuje mniej pamięci operacyjnej niż inne rozszerzenia o podobnej funkcjonalności. Deklarowanym celem uBlock Origin jest zapewnienie użytkownikom swobodnego wyboru w zakresie stosowania filtrów.
Pierwsza wersja rozszerzenia została wydana 23 czerwca 2014.

## Działanie
Po instalacji dodatku następuje aktualizacja list zawierających domeny blokowane. Użytkownik może przeglądać te listy w ustawieniach. Wtyczka działa w oparciu o pięć trybów: 
- Very easy mode;
- Easy mode;
- Enhanced easy mode;
- Medium mode;
- Hard mode.[9]